# Nancy Benoit
Nancy Elizabeth Benoit, mais conhecida pelos seus ring names Woman e Fallen Angel (née Toffoloni) (Boston, 21 de maio de 1964 – Fayetteville (Geórgia), 22 de junho de 2007) foi uma valet de wrestling profissional e manager estadunidense. Ela trabalhou para diversas promoções incluindo Jim Crockett Promotions, Extreme Championship Wrestling e World Championship Wrestling.
Em 25 de Junho de 2007, Nancy e seu filho Daniel foram encontrados mortos pela polícia na cidade de Fayetteville (Geórgia), em sua casa. Autoridades confirmaram que eles foram vítimas de um duplo homicídio e suicídio do marido de Nancy, Chris Benoit.
Foi manager de Chris Benoit, Ric Flair, Taz, The Sandman, Ron Simmons, Rick Steiner, Scott Steiner, Kevin Sullivan, Shane Douglas, Randy Savage, entre outros.